# Hirschthal, Südwestpfalz
Hirschthal là một đô thị thuộc huyện Südwestpfalz, trong bang Rheinland-Pfalz, phía tây nước Đức. Đô thị này có diện tích 1,59 km², dân số thời điểm ngày 31 tháng 12 năm 2006 là 114 người.